# Драгомир Чолић
Драгомир Чолић (Шарбане код Уба, 1885 — Шарбане, 9. фебруара 1944) био је српски земљорадник и учесник два Балканска рата, као и Првог и Другог светског рата. Носилац је Карађорђеве звезде са мачевима и многих других споменица и одликовања.

## Биографија
Драгомир Чолић рођен је у селу Шарбане код Уба, 1885. године. Потиче из породице која се у другој половини XVIII века доселила из Суводања испод Медведника. Отац му Алимпије био је пољопривредник, па је и он продужио породичну традицију.

### Ратно искуство
Пошто је одслужио војни рок активно је учествовао у оба балканска и Првом светском рату. Био је изузетно пожртвован, сналажљив и храбар борац, па је починио и више херојских подвига. Због тога је одликован војничким орденом Карађорђеве звезде са мачевима и још неким другим одликовањима и признањима.
По доласку са фронта вратио се у место рођења. У политичком погледу није испољавао неку запаженију активност. Од почетка Другог светског рата определио се за партизански покрет и на разне начине га помагао. Прихватао је и крио Андрију Мазињанина, једног од организатора и вођа партизанског покрета у Тамнави и још неке илегалне раднике. Како то није могло остати незапажено третиран је као симпатизер и сарадник партизана па су га хапсили и затварали Недићевци, а прогањали и четници. Био је у затвору у Убу и Ваљеву, где је вршено његово мучење и саслушање. Пошто ништа није признао, а других доказа нису имали после неколико дана пуштен је кући. Два дана касније, око три сата по поноћи, у његову кућу упала је четничка тројка, под командом Будимира Илића Церског и затражила да пође са њима у штаб њихове бригаде код Општине у Радљеву. Знајући шта му се спрема покушао је да им побегне у мрклој ноћи. Међутим, четници су отворили ватру из оружја и убили га у потоку. Потом, према сведочењу мештана, злочинци су тело унаказили.
Био је ожењен и имао четворо деце. У време његове погибије њих троје је било у животу. Драгомир Чолић сахрањен је у родном Шарбане 9. фебруара 1944. године.